# Navarretia
Navarretia is een plantengeslacht van de Vlambloemfamilie. Er zijn ruim 20 levende soorten.

## Soorten
Er zijn 23 soorten uit het geslacht Navarretia:
- Navarretia atractyloides
- Navarretia breweri
- Navarretia capillaris
- Navarretia divericata
- Navarretia eriocephala
- Navarretia filicaulis
- Navarretia fossalis
- Navarretia hamata
- Navarretia heterandra
- Navarretia heterodoxa
- Navarretia intertexta
- Navarretia jaredii
- Navarretia jepsonii
- Navarretia leptalea
- Navarretia leucocephala
- Navarretia mellita
- Navarretia nigelliformis
- Navarretia peninsularis
- Navarretia rosulata
- Navarretia sinistra
- Navarretia squarrosa
- Navarretia tagetina